# Nakajima Ki-62
Nakajima Ki-62 — проєкт винищувача Імперської армії Японії  періоду Другої світової війни.

## Історія створення
Оскільки винищувач Kawasaki Ki-61 розроблявся на безконкурсній основі, для підстраховки на випадок можливого провалу на фірмі Nakajima під керівництвом Т.Кояма розроблявся альтернативний варіант, який отримав позначення Ki-62.
Це мав бути одномісний одномоторний низькоплан, оснащений двигуном рідинного охолодження Kawasaki Ha-40 (ліцензійний варіант німецького  Daimler-Benz DB 601Aa ) потужністю 1 175 к.с.
Але оскільки фірма Nakajima була завантажена роботами по виготовленню літаків Nakajima Ki-43 та Nakajima Ki-44, а роботи по Ki-61 просувались успішно, то у 1941 році розробка Ki-62 була припинена. Деякі напрацювання було використано при дизайні новішого винищувача Nakajima Ki-84.
Фірма розробляла також варіант Ki-63 з двигуном Mitsubishi Ha-102 потужністю 1 050 к.с, але він також не був реалізований.

## Тактико-технічні характеристики

### Технічні характеристики
- Екіпаж: 1 особа
- Довжина: 8,75 м
- Розмах крил: 12,00 м
- Двигуни:  1 х Kawasaki Ha-40
- Потужність: 1 175 к. с.